# Dibolia championi
Dibolia championi är en skalbaggsart som beskrevs av Martin Jacoby 1885. Dibolia championi ingår i släktet Dibolia och familjen bladbaggar. Inga underarter finns listade i Catalogue of Life.